# Aletria

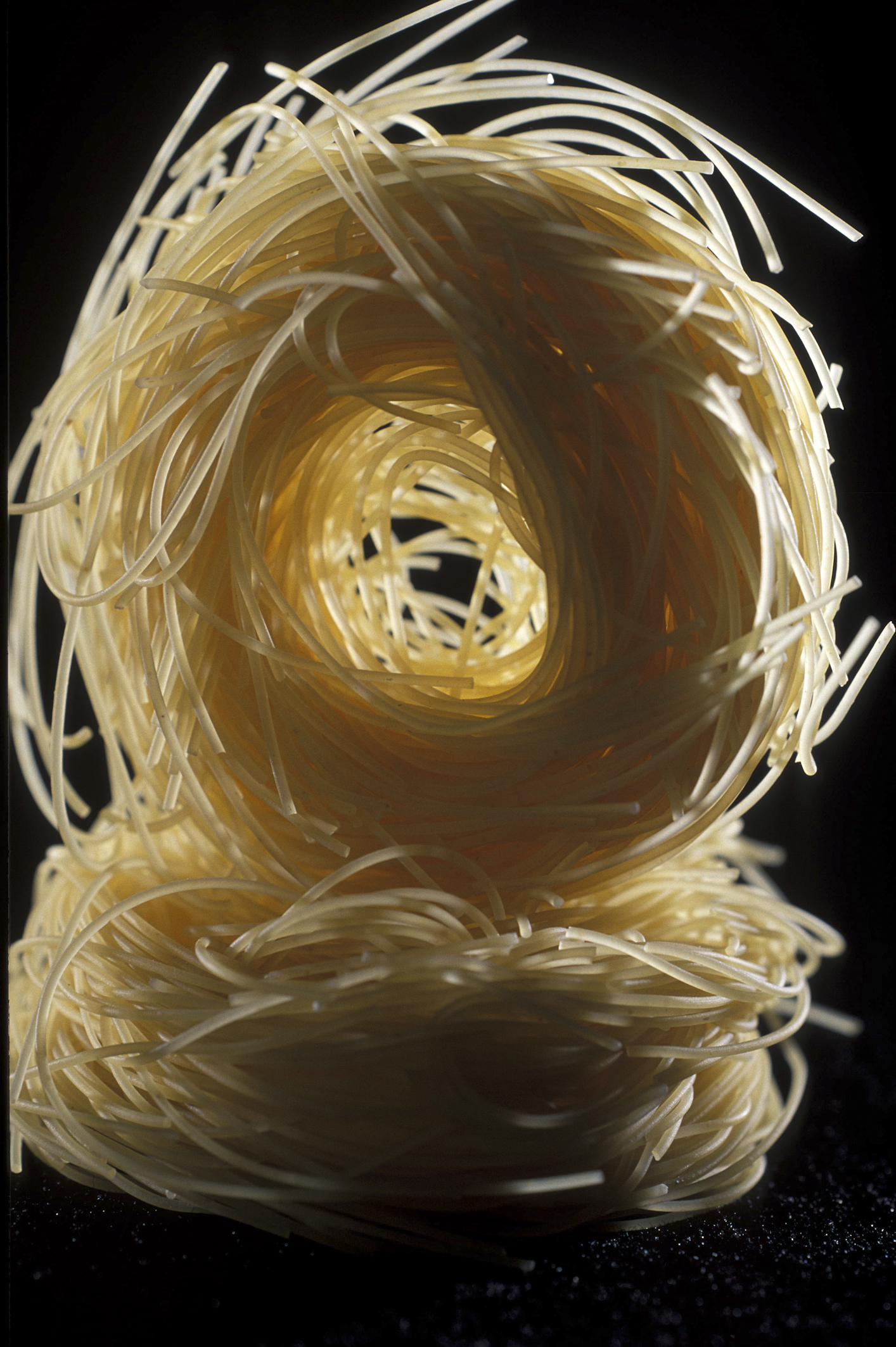
Aletria

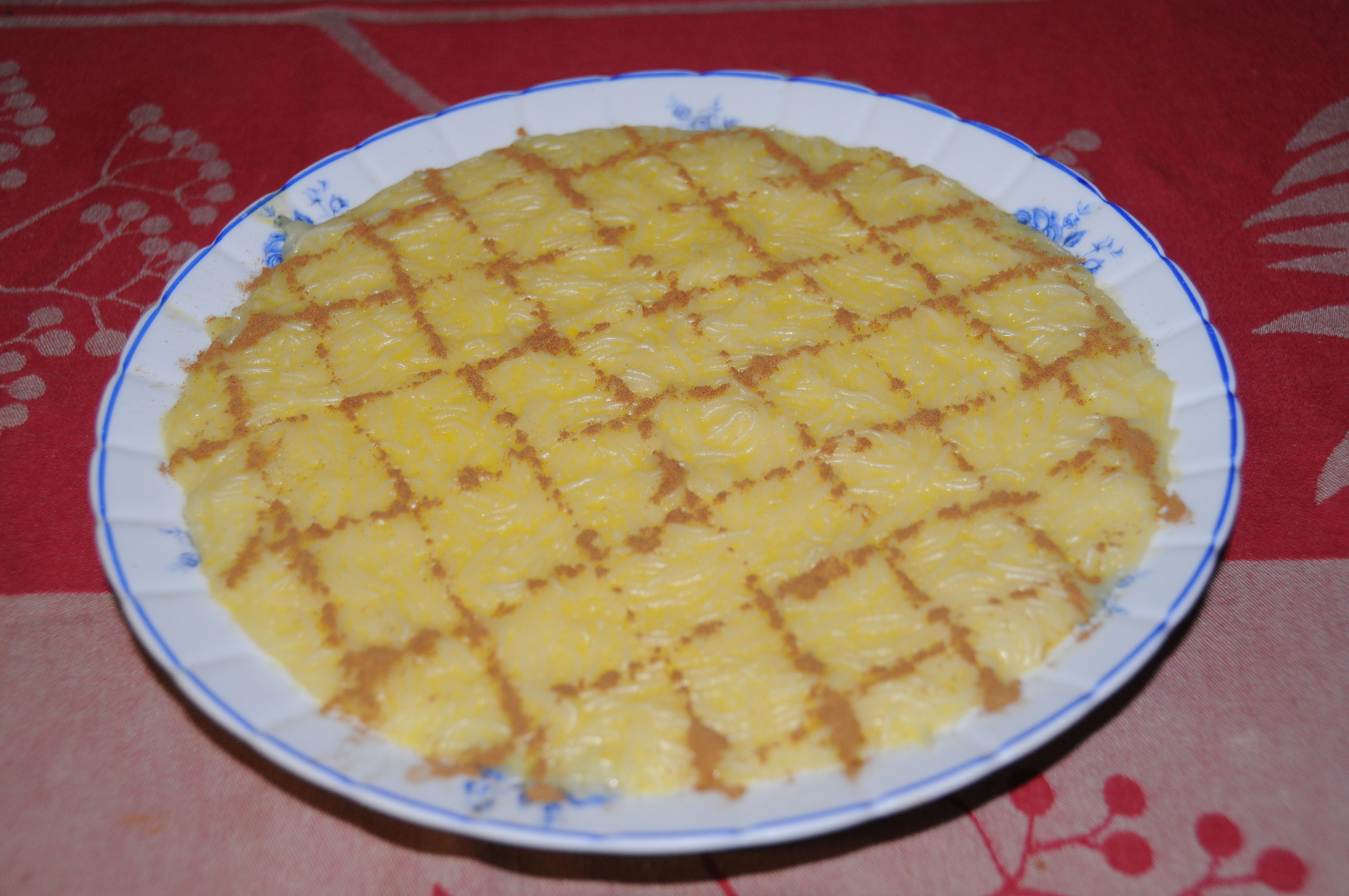
Aletria, doce típico de Natal

Aletria (do árabe hispanizado alaṭríyya ou aliṭríyya, a partir do árabe clássico iṭriyah, sendo este derivado do aramaico rabínico iṭṭĕrī[tā]: espécie de massa; este último seria proveniente do latim attrīta: 'esmigalhada', 'sopa') é uma massa alimentícia, de fios finos, utilizada para fazer sopas e doces. A palavra aletria pode corresponder à italiana vermicelli ou capellini ou à francesa vermicelle.
O Llibre de Sent Soví, um conjunto de dois manuscritos do século XIV, em catalão, contém a compilação de 200 receitas, dentre as quais existem duas com alatria (170 : Qui parla con se cou alatria ou "como se cozinha aletria" e 171 : Qui parla con se cou carn ab alatria ou "como se cozinha carne com aletria"). Porém, aquilo a que chamavam aletria deveria ter um formato bem diferente dos atuais fios finos de massa.
A aletria provavelmente foi trazida para a Península Ibérica pelos mouros, no século VIII ou IX. Manteve-se em Portugal e incorporada na culinária portuguesa, passando a designar a massa de fios muito finos, com a qual se prepara um doce típico de Natal, presente em quase todas as regiões do país. No entanto, com o tempo, o nome aletria foi desaparecendo na Espanha, mantendo-se apenas na região do antigo Reino de Múrcia. Destaca-se que a cozinha catalã se enriqueceu muito com produtos divulgados pelos árabes, inclusive a aletria.
Também no Brasil, a aletria é usada em doces e sopas, sendo também conhecida como "macarrão cabelo de anjo".

## Aletria doce
Em cada localidade, a aletria apresenta particularidades - maior ou menor quantidade de massa, com ou sem gemas. Nas Beiras a aletria é de consistência compacta e pode-se cortá-la em fatias. No Minho a consistência é mais cremosa.